# Bruria Kaufman

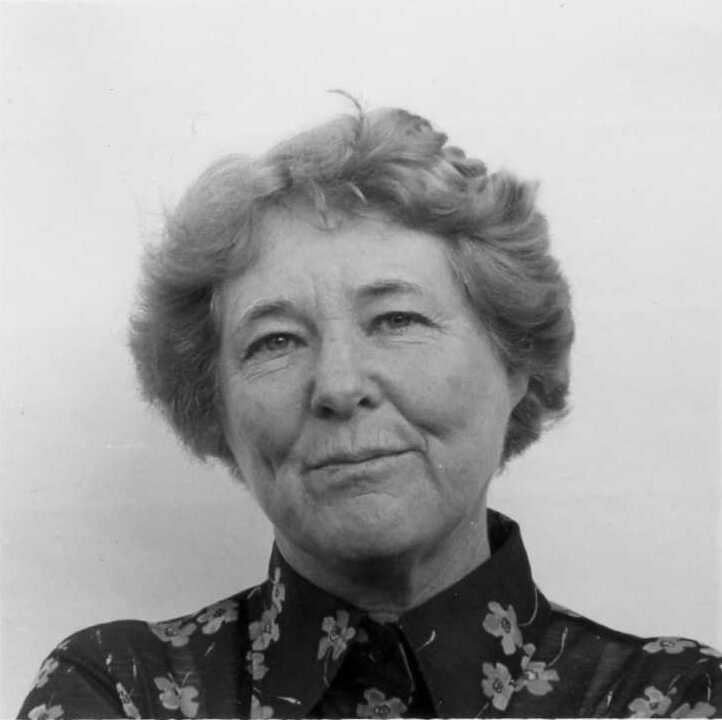
Bruria Kaufman

Bruria Kaufman (* 21. August 1918 in New York City; † 7. Januar 2010 in Israel) war eine israelische theoretische Physikerin. Sie beschäftigte sich mit Allgemeiner Relativitätstheorie und statistischer Physik. Bekannt ist sie vor allem durch ihre Arbeiten zum zweidimensionalen Ising-Modell.
Kaufman kam 1934 aus den USA nach Jerusalem. Sie studierte Physik an der Hebräischen Universität Jerusalem und machte ihren Bachelor-Abschluss im Jahr 1938. Sie promovierte 1948 an der Columbia University in New York. Von 1947 bis 1955 war sie am Institute for Advanced Study in Princeton tätig, 1947/48 als Assistentin von John von Neumann sowie 1950 bis 1955 als Assistentin von Albert Einstein. In den darauf folgenden Jahren arbeitete sie am Courant Institute of Mathematical Sciences of New York University sowie ab 1957 an der University of Pennsylvania, wo sie sich mit mathematischer Linguistik beschäftigte. 1960 kehrte sie nach Israel zurück, wo sie Professorin für angewandte Mathematik am Weizmann-Institut für Wissenschaften in Rechovot (1960–1971) und an der Universität Haifa (1972–1988) war. Bruria Kaufman war mit dem 1992 verstorbenen Linguisten Zellig S. Harris verheiratet. 1996 heiratete sie den Nobelpreisträger Willis E. Lamb. Bruria Kaufman war Mitglied des Kibbuz Mischmar haEmek. 1993 war sie Gastwissenschaftlerin an der University of Arizona und an der Columbia University.
Sie arbeitete am Ausbau der exakten Lösung des Isingmodells, die Lars Onsager 1944 gelang, teilweise mit Onsager selbst. Ihr gelangen wesentliche Vereinfachungen von Onsagers Lösung, indem sie die den Physikern damals aus der relativistischen Quantentheorie vertraute Spinor-Analyse anwandte (Onsager verwendete in seiner ursprünglichen Arbeit elliptische Funktionen und Quaternionen). In ihrer Berechnung der Korrelationsfunktionen des Isingmodells mit Onsager verwandten sie Toeplitz-Matrizen. Als mathematische Assistentin von Einstein beschäftigte sie sich in den 1950er Jahren mit Allgemeiner Relativitätstheorie und den damals von Einstein untersuchten Erweiterungsversuchen. In Israel beschäftigte sie sich unter anderem mit Harry Lipkin mit dem Mößbauer-Effekt, mit unitären Symmetrien beim harmonischen Oszillator, gruppentheoretische Behandlung der speziellen Funktionen der mathematischen Physik.

## Verweise
1. ↑  Crystal Statistics. II. Partition Function Evaluated by Spinor Analysis, Physical Review Bd. 76, 1949, S. 1232, mit Onsager: Crystal Statistics. III. Short-Range Order in a Binary Ising Lattice, ebenda, S. 1244
2. ↑  mit Einstein: Algebraic Properties of the Field in the Relativistic Theory of the Asymmetric Field, Annals of Mathematics, Bd. 59, 1954, S. 230–244, mit Einstein A New Form of the General Relativistic Field Equations, Annals of Mathematics, Bd. 62 1955, S. 128–138, mit Einstein Sur l´etat actuelle de la theorie generale de la gravitation, Louis de Broglie Festschrift, Paris 1953, S. 321–336, Kaufman Mathematical Structure of the Non-symmetric Field Theory, Proceedings of the 50. Anniversary Conference on Relativity, Bern 1955, Helvetica Physica Acta IV, Supplementum, 1956, S. 227–238
3. ↑  mit Lipkin: Momentum Transfer to Atoms Bound in a Crystal, Annals of Physics, Bd. 18, 1962, S. 249–309
4. ↑   mit C.C.Noack Unitary Symmetry of Oscillators and the Talmi Transformation, Journal of Mathematical Physics, Bd. 6, 1965, S. 142–152
5. ↑  Special Functions of Mathematical Physics from the Viewpoint of Lie Algebra, Journal of Mathematical Physics, Bd. 7, 1966, S. 447–457

| Personendaten    | Personendaten           |
| ---------------- | ----------------------- |
| NAME             | Kaufman, Bruria         |
| KURZBESCHREIBUNG | theoretische Physikerin |
| GEBURTSDATUM     | 21. August 1918         |
| GEBURTSORT       | New York City           |
| STERBEDATUM      | 7. Januar 2010          |
| STERBEORT        | Israel                  |